# Smoking/No Smoking
Smoking/No Smoking är en fransk-italiensk dramakomedi från 1993 i regi av Alain Resnais.
Filmen är baserad på Alan Ayckbourns pjäs Alla mina liv.

## Utmärkelser
Smoking/No Smoking vann Louis Delluc-priset 1993 och Césarpriset för bästa film 1994.

## Roller
- Sabine Azéma – Celia Teasdale / Sylvie Bell / Irene Pridworthy / Rowena Coombes / Josephine Hamilton
- Pierre Arditi – Toby Teasdale / Miles Coombes / Lionel Hepplewick / Joe Hepplewick
- Peter Hudson – berättare